# Port lotniczy Filadelfia
Port lotniczy Filadelfia – międzynarodowy port lotniczy położony 11 km na południowy zachód od Filadelfii. Jest jednym z największych portów lotniczych w regionie. W 2006 obsłużył 31 766 537 pasażerów.

## Linie lotnicze i połączenia

### Terminal A Zachodni
| Linia lotnicza    | Kierunek |
| ----------------- | --- |
| Air France        | Paryż-Charles de Gaulle |
| Air Jamaica       | Montego Bay |
| American Airlines | Budapeszt, Praga |
| British Airways   | Londyn-Heathrow |
| Frontier Airlines | Denver, Sarasota [od 10 grudnia 2018] |
| Lufthansa         | Frankfurt |
| US Airways        | Amsterdam, Antigua [sezonowo], Aruba, Ateny [sezonowo], Barbados, Barcelona [sezonowo], Pekin [zawieszony do wiosny 2010], Bermuda, Birmingham (UK) [sezonowo od 12 maja], Bruksela, Cancún, Charlotte, Dublin, Frankfurt, Freeport, Glasgow-International [sezonowo], Grand Cayman, Lizbona [sezonowo], Londyn-Gatwick, Londyn-Heathrow, Madryt, Manchester (UK), Mediolan-Malpensa, Montego Bay, Monachium, Nassau, Oslo [sezonowo do 21 maja], Paryż-Charles de Gaulle, Providenciales, Punta Cana, Rzym-Fiumicino, St. Lucia, St. Maarten, St. Thomas, San Jose (CR), San Juan, Santo Domingo, Shannon [sezonowo], Sztokholm-Arlanda [sezonowo], Tel Awiw[od 2 lipca], Wenecja [sezonowo], Zurych |

### Terminal A Wschodni
| Linia lotnicza                                             | Kierunek                                                                   |
| ---------------------------------------------------------- | -------------------------------------------------------------------------- |
| American Airlines                                          | Chicago-O’Hare, Dallas/Fort Worth, Miami, San Juan                         |
| American Eagle Airlines                                    | Chicago-O’Hare                                                             |
| AmericanConnection obsługiwane przez Chautauqua Airlines   | St. Louis                                                                  |
| AmericanConnection obsługiwane przez Trans States Airlines | St. Louis                                                                  |
| Delta Air Lines                                            | Atlanta, Cincinnati/Northern Kentucky, Salt Lake City                      |
| Delta Connection obsługiwane przez Comair                  | Atlanta, Boston, Cincinnati/Northern Kentucky, Nowy Jork-JFK               |
| Midwest Airlines                                           | Milwaukee                                                                  |
| Midwest Connect obsługiwane przez Republic Airlines        | Milwaukee                                                                  |
| Midwest Connect obsługiwane przez SkyWest Airlines         | Milwaukee                                                                  |
| US Airways                                                 | Patrz Terminal A Zachodni                                                  |
| USA3000 Airlines                                           | Cancún, Fort Myers, Huatulco [od 2009], Liberia (CR) [od 2009], Punta Cana |

### Terminal B i C
| Linia lotnicza                                         | Kierunek |
| ------------------------------------------------------ | --- |
| US Airways                                             | Albany, Atlanta, Baltimore, Boston, Buffalo, Charlotte, Chicago-O’Hare, Dallas/Fort Worth, Detroit, Fort Lauderdale, Fort Myers, Hartford/Springfield, Jacksonville, Las Vegas, Los Angeles, Manchester (NH), Miami, Nowy Orlean, Norfolk, Orlando, Phoenix, Pittsburgh, Portland (OR), Providence, Raleigh/Durham, Richmond, Sacramento, San Diego, San Francisco, Seattle/Tacoma, Syracuse, Tampa, Vancouver, Waszyngton-Reagan, West Palm Beach |
| US Airways Express obsługiwane przez Republic Airlines | Albany, Buffalo, Burlington (VT), Cleveland, Columbus, Greensboro, Hartford/Springfield, Houston-Intercontinental, Indianapolis, Kansas City, Manchester (NH), Minneapolis/St. Paul, Montreal, Myrtle Beach [sezonowo], Nashville, Nowy Jork-LaGuardia, Ottawa, Pittsburgh, Portland (ME), Providence, Raleigh/Durham, Rochester (NY), Syracuse, Toronto-Pearson, Waszyngton-Reagan, Wilmington (NC)                                               |

### Terminal D
| Linia lotnicza                                            | Kierunek                                           |
| --------------------------------------------------------- | -------------------------------------------------- |
| Air Canada                                                |                                                    |
| Air Canada Jazz                                           | Toronto-Pearson                                    |
| AirTran Airways                                           | Atlanta, Orlando                                   |
| Continental Airlines                                      | Cleveland, Houston-Intercontinental                |
| Continental Connection obsługiwane przez CommutAir        | Newark                                             |
| Continental Express obsługiwane przez ExpressJet Airlines | Cleveland, Newark                                  |
| Southwest Airlines                                        | Patrz Terminal E                                   |
| United Airlines                                           | Chicago-O’Hare, Denver, Los Angeles, San Francisco |
| United Express obsługiwane przez Mesa Airlines            | Waszyngton-Dulles                                  |
| United Express obsługiwane przez Trans States Airlines    | Waszyngton-Dulles                                  |

### Terminal E
| Linia lotnicza                                        | Kierunek |
| ----------------------------------------------------- | --- |
| Northwest Airlines                                    | Detroit, Memphis, Minneapolis/St. Paul |
| Northwest Airlink obsługiwane przez Pinnacle Airlines | Detroit, Memphis |
| Southwest Airlines                                    | Austin, Chicago-Midway, Columbus (OH), Denver, Fort Lauderdale, Fort Myers, Houston-Hobby, Jacksonville (FL), Las Vegas, Manchester (NH), Nashville, Orlando, Phoenix, Pittsburgh, Providence, Raleigh/Durham, St. Louis, San Antonio, Tampa, West Palm Beach |

### Terminal F
| Linia lotnicza                                           | Kierunek |
| -------------------------------------------------------- | --- |
| US Airways                                               | |
| US Airways Express obsługiwane przez Air Wisconsin       | Atlanta, Baltimore, Bangor (ME), Binghamton (NY), Buffalo, Burlington (VT), Chicago-O’Hare, Cincinnati/Northern Kentucky, Charleston (SC), Cleveland, Detroit, Elmira/Corning, Erie, Greensboro, Indianapolis, Ithaca, Kansas City, Long Island/Islip, Louisville, Milwaukee, Newburgh, Nowy Jork-LaGuardia, Ottawa, Pittsburgh, Portland (ME), Providence, Raleigh/Durham, Richmond, Rochester (NY), Toronto, Waszyngton-Reagan |
| US Airways Express obsługiwane przez Chautauqua Airlines | Baltimore, Newburgh [od 12 lutego], Nowy Jork-LaGuardia, Rochester (NY), Syracuse, Waszyngton-Reagan |
| US Airways Express obsługiwane przez Piedmont Airlines   | Albany, Allentown/Bethlehem, Baltimore, Binghamton (NY), Buffalo, Burlington (VT), Charlottesville-Albemarle, Elmira/Corning, Harrisburg, Ithaca, Long Island/Islip, New Haven, Newburgh, Newport News, Nowy Jork-LaGuardia, Portland (ME), Richmond, Roanoke, Salisbury, State College, Syracuse, White Plains, Wilkes-Barre/Scranton, Williamsport                                                                             |
| US Airways Express obsługiwane przez PSA Airlines        | Akron/Canton, Allentown/Bethlehem, Atlanta, Columbia (SC), Dayton, Indianapolis, Knoxville, Nashville, Nowy Jork-LaGuardia, White Plains, Wilkes-Barre/Scranton |